# اچ‌ام‌اس تیلور (۱۷۷۷)
اچ‌ام‌اس تیلور (۱۷۷۷) (به انگلیسی: HMS Swift (1777)) یک کشتی بود که طول آن ۹۶ فوت ۷ اینچ (۲۹٫۴ متر) بود. این کشتی در سال ۱۷۷۷ ساخته شد.